# Dendrophthoe vitellina
Espèce
Classification phylogénétique
Dendrophthoe vitellina est une espèce de plantes à fleurs du genre Dendrophthoe, famille des Loranthaceae.

## Description
Dendrophthoe vitellina est une plante parasite. Il pousse comme une plante arbustive, avec un port étalé ou pendant, à partir d'une branche d'arbre ou d'un tronc. Il a des racines externes et une nouvelle croissance velue qui mûrit pour lisser les branches et le feuillage. Les feuilles ont une forme fusiforme ou ovale avec un sommet émoussé, et mesurent de 4 à 16 centimètres de long et de 0,6 à 3 cm de large. Les inflorescences sont composées de 5 à 20 fleurs plus petites. Les fleurs sont généralement jaunes ou orangées avec des pointes rouges, bien que certaines populations nordiques aient des fleurs plus rouges. Elles sont couvertes d'une fourrure fine. La floraison est suivie du développement d'un fruit en forme d'œuf de 1 à 1,5 cm de long et de couleur rouge à jaune, qui contient une seule graine dans un enrobage collant.
La graine commence immédiatement à germer et pénètre rapidement dans le système vasculaire de l'arbre et crée une connexion physiologique avec le xylème du nouvel hôte. À partir de ce moment, le semis commence à obtenir de l'eau et des nutriments minéraux de l'hôte.

## Répartition
L'aire de répartition s'étend de l'extrême nord du Queensland, le long de la côte est de l'Australie, à travers la Nouvelle-Galles du Sud jusqu'au Victoria. Dans le nord de la Nouvelle-Galles du Sud, il s'étend à l'intérieur des terres vers le Nandewar Range. Dans le Victoria, il est présent à l'est de Genoa à l'est du Gippsland.
Dendrophthoe vitellina pousse généralement sur les arbres de la famille des myrtacées dans la forêt sclérophylle ouverte, mais aussi sur Eucalyptus grandis dans des forêts en marge de la forêt humide.
Au moins 66 espèces végétales indigènes provenant de 16 familles (principalement les genres Eucalyptus, Angophora et Melaleuca) ont été enregistrées en tant que plantes hôtes pour Dendrophthoe vitellina, et en outre, un certain nombre d'espèces exotiques. Il fut enregistré sur un platane commun. La pousse sur Corymbia gummifera est dangereuse pour l'espèce hôte.

## Écologie
Dendrophthoe vitellina est la plante hôte principale des chenilles de Jameela palmyra tandis que les chenilles de Delias nigrina, D. mysis, Hypochrysops narcissus, H. digglesii, Arhopala centaurus, Hypolycaena phorbas, Candalides margarita, Ogyris abrota, Ogyris ianthis, O. iphis, O. aenone, O. genoveva et O. zosine mangent la plante. Le fruit est consommé par le phalanger-renard.

## Taxonomie
Bien qu'il soit recueilli par Joseph Banks et Daniel Solander en 1788, et représenté dans le Florilège de Banks, Ferdinand von Müller le décrit comme Loranthus vitellinus après avoir été recueilli près d'Ipswich et il est renommé par Philippe Van Tieghem en 1895.

## Source de la traduction
- (en) Cet article est partiellement ou en totalité issu de l’article de Wikipédia en anglais intitulé « Dendrophthoe vitellina » (voir la liste des auteurs).